# Werner Gürtner

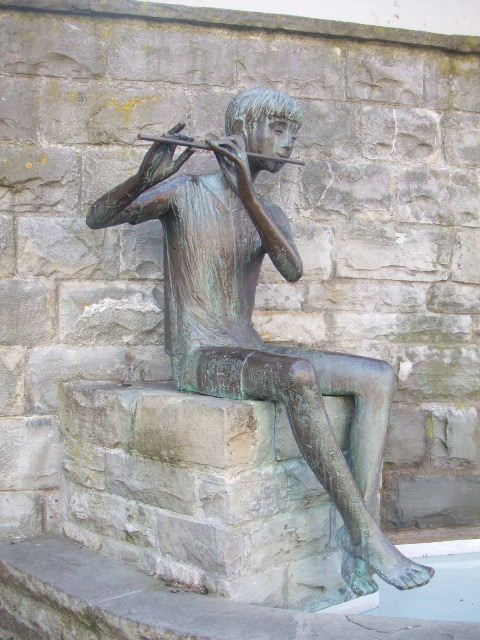
Escultura de Gürtner

Werner Hugo Gürtner (Espira, 27 de julio de 1907 - Überlingen, 3 de octubre de 1991) fue un escultor alemán.
Nació en Espira, pero ya de niño llegó a Überlingen en el lago de Constanza. Allí comenzó en 1923 un aprendizaje de escultor de madera. En 1928 hizo el examen de oficial. De 1928 a 1932 estudió en la Academia de Artes Aplicadas de Múnich. En 1934 se instaló definitivamente en Überlingen como escultor. Sus obras, en su mayoría en bronce y con frecuencia motivos de caballos, se encuentran principalmente en la región del lago de Constanza. No obstante, una de sus obras más conocidas, el Holbeinpferd, se encuentra en Friburgo de Brisgovia.